# Maria Madalena de Austria
Maria Madalena de Austria (7 octombrie 1589 – 1 noiembrie 1631) a fost Mare Ducesă de Toscana după ascensiunea soțului ei în 1609 până la moartea acestuia în 1621. Împreună au avut opt copii inclusiv pe Ducesa de Parma, Marele Duce de Toscana și Arhiducesa a Austriei.
A fost fiica cea mică a lui Carol al II-lea, Arhiduce de Austria și a soției lui, Maria Anna de Bavaria. În timpul minoratului fiului ei, Marele Duce Ferdinando, ea și soacra ei au fost regente. A murit la 1 noiembrie 1631 la Padua.